# 弗兰斯·赫贝尔
弗兰斯·赫贝尔（荷蘭語：Frans Göbel，1959年7月11日—），荷兰男子赛艇运动员。他曾代表荷兰参加世界赛艇锦标赛，获得二枚金牌和一枚银牌。他也曾参加1984年和1992年夏季奥运会。